# Kurt Zellhofer
Kurt Zellhofer (* 9. März 1958 in Wien) ist ein ehemaliger österreichischer Radrennfahrer und nationaler Meister im Radsport.

## Sportliche Laufbahn
Zellhofer war Straßenradsportler und Bahnradsportler. Er war Teilnehmer der Olympischen Sommerspiele 1980 in Moskau. Im olympischen Straßenrennen schied er aus. Bei den Spielen 1984 in Los Angeles wurde er 34. im olympischen Straßenrennen. Im Punktefahren schied er in seinem Vorlauf aus.
Zellhofer gewann 1983 die Österreich-Rundfahrt vor Helmut Wechselberger. 1980 hatte er eine Etappe der Rundfahrt gewonnen. Er startete für die Nationalmannschaft im Grand Prix Guillaume Tell, in der Tour de l’Avenir und in der Rheinland-Pfalz-Rundfahrt. 1983 siegte er in der Israel-Rundfahrt vor Karl Krenauer, wobei er eine Etappe für sich entschied. Im Amateurrennen der UCI-Straßen-Weltmeisterschaften wurde er 1981 80., 1982 39. und 1983 30. Bei der nationalen Meisterschaft im Straßenrennen 1979 wurde er Dritter.
Im Bahnradsport gewann er 1980 und 1986 den nationalen Titel in der Mannschaftsverfolgung.